# Parque da Ilha
O Parque Ecológico Doutor Sebastião Gomes Guimarães é uma unidade de conservação municipal de uso sutentável localizada numa ilha fluvial do município brasileiro de Divinópolis, em Minas Gerais. O parque foi criado pela Lei Municipal nº 3606, promulgada em 30 de junho de 1994. No município, o parque é conhecido pelos nomes “Parque da Ilha” ou “Ilha da REFER”.
A área do parque, com 20,4 hectares, é delimitada pelo Rio Itapecerica e pelo canal de adução da usina hidrelétrica desativada da Rede Ferroviária Federal S/A. O parque possui bens de utilidade pública, como mobília urbana para atividades de lazer infantis, quadras de esportes, calçadão e pista de skate.

## História
A ilha foi originada pela construção do canal de adução da Usina Hidrelétrica do Bracinho. A construção iniciou-se em 1911 e terminou em 1914, entretanto a usina só foi inaugurada em 1918.
A usina foi desativada em 1981 e sua propriedade foi transferida para a Prefeitura, que tombou o patrimônio em 1988.
Em 30 de junho de 1994, o parque municipal foi criado pelo Decreto-Lei nº 3.606, que definiu a área da ilha da usina, então desativada, como parque ecológico para uso de lazer e práticas desportivas dos cidadãos divinopolitanos.
O parque foi transformado pela administração municipal em unidade de conservação municipal de uso sustentável em 7  de  junho  de  2011, conforme diretrizes da Lei Federal nº 9.985 do ano 2000. O objetivo básico do parque passou a ser a preservação de ecossistemas naturais de grande relevância ecológica e beleza cênica, possibilitando a realização de pesquisas científicas e o desenvolvimento de atividades de educação e interpretação ambiental, de recreação, contato com a natureza e de turismo ecológico.
Em 2016, o parque passou por processo de revitalização, no qual foi reformada a mobília urbana, houve limpeza de material entulhado e no calçadão. Foram finalizados serviços de jardinagens, pintura, plantio de 500 mudas e foram instalados aparelhos de ginástica.